# Gemengd team op de Olympische Zomerspelen 1900
Op de Olympische Zomerspelen 1900 was het toegestaan om samen met iemand uit een ander land een gemengd team te vormen. Het Internationaal Olympisch Comité (IOC) groepeert tegenwoordig hun resultaten onder de noemer gemengd team met als IOC-code ZZX.
Op zeven verschillende onderdelen wonnen gemengde teams twaalf medailles.

## Medailleoverzicht
| Sport       | Olympiër                                                                                                  | Discipline            | Medaille |
| ----------- | --- | --------------------- | -------- |
| Atletiek    | AUS Stanley Rowley GBR Charles Bennett John Rimmer Sidney Robinson Alfred Tysoe                           | 5000 m team (m)       | Goud     |
| Polo        | GBR John Beresford Denis St. George Daly Alfred Rawlinson USA Foxhall Parker Keene Frank Mackey           | mannen                | Goud     |
| Roeien      | NED François Brandt Roelof Klein Hermanus Brockmann FRA onbekende Franse jongen                           | twee-met-stuurman (m) | Goud     |
| Touwtrekken | DEN Edgar Aabye Eugen Schmidt Charles Winckler SWE August Nilsson Gustaf Söderström Karl Gustaf Staaf     | mannen                | Goud     |
| Zeilen      | FRA Frédéric Blanchy Jacques Le Lavasseur GBR William Exshaw                                              | 2-3 ton (race 1)      | Goud     |
| Zeilen      | FRA Frédéric Blanchy Jacques Le Lavasseur GBR William Exshaw                                              | 2-3 ton (race 2)      | Goud     |
| Polo        | GBR Walter Buckmaster Frederick Freake José de Madre USA Walter McCreery                                  | mannen                | Zilver   |
| Tennis      | GBR Harold Mahony FRA Yvonne Prévost                                                                      | gemengddubbel         | Zilver   |
| Tennis      | FRA Max Décugis USA Basil Spalding de Garmendia                                                           | mannendubbelspel      | Zilver   |
| Polo        | FRA Robert Fournier-Sarlovèze Maurice Raoul-Duval Edouard Alphonse de Rothschild GBR Frederick Agnew Gill | mannen                | Brons    |
| Tennis      | GBR Laurence Doherty USA Marion Jones                                                                     | gemengddubbel         | Brons    |
| Tennis      | GBR Archibald Warden BOH Hedwiga Rosenbaumová                                                             | gemengddubbel         | Brons    |

Argentinië · Australië · België · Bohemen · Brits-Indië · Canada · Cuba · Denemarken · Duitsland · Frankrijk · Griekenland · Groot-Brittannië · Haïti · Hongarije · Iran · Italië · Luxemburg · Mexico · Nederland · Noorwegen · Oostenrijk · Peru · Roemenië · Rusland · Spanje · Verenigde Staten · Zweden · Zwitserland · Gemengde teams